# Helmut Müller (Politiker, 1910)
Helmut Müller (* 16. Juni 1910 in Berlin; † 16. Mai 1986) war ein deutscher  Politiker der DDR-Blockpartei LDPD. Er war Vorsitzender des LDPD-Bezirksvorstandes Karl-Marx-Stadt und Abgeordneter der Volkskammer der DDR.  

## Leben
Müller, Sohn eines Malers, absolvierte nach dem Besuch der Volks- und Oberrealschule eine kaufmännische Lehre und arbeitete anschließend als Handlungsgehilfe. Während des Zweiten Weltkrieges wurde er zum Kriegsdienst in die Wehrmacht eingezogen und geriet in Kriegsgefangenschaft. 
Nach seiner Entlassung arbeitete er als Angestellter bei der Stadtverwaltung Dresden. Er wurde Stadt- und Kreisrat in Dresden. Müller trat 1947 der Liberal-Demokratischen Partei Deutschlands (LDP, später LDPD) bei und war 1950/51 Vorsitzender des LDP-Kreisvorstandes Dresden. Von 1950 bis 1952 war er stellvertretender sächsischer Landesvorsitzender der LDPD. Von 1950 bis 1952 war er zudem Mitglied des Sächsischen Landtags. Nach Bildung der Bezirke in der DDR fungierte er von 1952 bis 1959 als Vorsitzender des LDPD-Bezirksverbandes Karl-Marx-Stadt, anschließend war er stellvertretender Vorsitzender des Bezirksvorstandes. Von 1952 bis 1961 war er auch stellvertretender Vorsitzender des Rates des Bezirkes Karl-Marx-Stadt sowie Abgeordneter des Bezirkstages. Müller war er ab 1952 Mitglied des Zentralvorstandes der LDPD und seines Politischen Ausschusses. Er war stellvertretender Vorsitzender des Bezirksvorstandes Karl-Marx-Stadt der Gesellschaft für Deutsch-Sowjetische Freundschaft. 
Von 1954 bis 1958 war er Mitglied der Volkskammer. Müller wurde 1962 Leiter des Verlages der Thüringischen Landeszeitung in Weimar, später war er Redakteur beim Sächsischen Tageblatt. 1980 trat er in den Ruhestand.

## Auszeichnungen in der DDR
- Ehrennadel der Gesellschaft für Deutsch-Sowjetische Freundschaft
- Ehrennadel der Nationalen Front
- Vaterländischer Verdienstorden in Bronze (1959) und in Silber (1980)[1]